# Solar Mesosphere Explorer
Solar Mesosphere Explorer či SME (též Explorer 64) byla americká vědecká sonda, která v rámci programu Explorer zkoumala horní vrstvy zemské atmosféry. Hlavním úkolem mise bylo studium ozónové vrstvy a jejího ovlivnění zejména vlivem ultrafialového záření Slunce a koncentrací oxidů dusíku.

## Popis sondy
Družice měla válcový tvar o průměru 1,7 m a délce 1,25 m, vážila 437 kg. Dodávku elektrické energie zajišťovaly solární panely. Sonda byla stabilizovaná rotací 5 otáček za minutu. Naměřená data jsou předávána na Zemi v reálném čase nebo ze záznamu z magnetopáskové palubní paměti.

## Přístrojové vybavení
- sluneční ultrafialový spektrometr
- ultrafialový spektrometr pro měření koncentrace ozónu
- spektrometr pracující při vlnové délce 1,27 µm
- spektrometr pro měření koncentrace oxidů dusíku v atmosféře
- detektor protonů slunečního původu o energiích 30-500 MeV

## Průběh letu
Sondu vynesla do vesmíru raketa Delta 2310 z kosmodromu Vandenberg v Kalifornii. Start proběhl 6. října 1981 v 11:27 UTC, družice byla vynesena na slunečně synchronní dráhu.
Měření probíhala až do 4. dubna 1989, kdy byla sonda kvůli poklesu výkonu slunečních baterií vypnuta. V atmosféře zanikla 5. března 1991.